# Georgina Schuyler
Georgina Schuyler (1841-25 de diciembre de 1923) fue una compositora y escritora de artículos estadounidense. Fue miembro de múltiples sociedades. De 1901 a 1903, Schuyler dirigió la campaña para colocar el poema de Emma Lazarus «El nuevo coloso» en el pedestal de la Estatua de la Libertad. La placa se colocó dentro del pedestal de la estatua en 1903.

## Carrera
Schuyler fue parte de sociedades de ayuda a soldados dentro del condado de Westchester, Nueva York, durante la Guerra de Secesión. También fue parte de la Sociedad de Libros y Periódicos de Hospitales dentro de la Comisión Sanitaria de los Estados Unidos. En 1886 se publicó una colección de 14 canciones de sus composiciones.
Schuyler era amiga de Emma Lazarus y después de que Lazarus murió en 1887, Schuyler encontró el poema de Lazarus «El nuevo coloso» en 1901. Ella dirigió la campaña para colocar «El nuevo coloso» en el pedestal de la Estatua de la Libertad. No fue hasta 1903 que el poema se colocaría en el pedestal en una pared, y luego se colocó dentro de una exhibición dentro del pedestal en 1986.
El gobernador de Nueva York la eligió para ser fideicomisaria de la Mansión Schuyler en 1911 y ella fue la autora de The Schuyler Mansion at Albany. The Century: 1897, Volume 55 declaró que la música de Schuyler es un verdadero arte. Schuyler también escribió artículos sobre historia y genealogía. Ella estaba en la Sociedad de Damas Coloniales de América. Schuyler también fue filántropa, mecenas del arte y partidaria de los programas de reforma social que inició su hermana Louisa.

## Vida personal
Schuyler nació en 1841 en la ciudad de Nueva York, hija de George Lee Schuyler y Eliza Hamilton. Ella es descendiente de Alexander Hamilton. Asistió a escuelas privadas, incluida la Escuela para Niñas de Elizabeth Cabot Agassiz en 1858 en Cambridge, Massachusetts.

## Muerte
Schuyler murió el 25 de diciembre de 1923.